# Thermes-Magnoac
Thermes-Magnoac is een gemeente in het Franse departement Hautes-Pyrénées (regio Occitanie). Het telt 186 inwoners (2008). De plaats maakt deel uit van het arrondissement Tarbes.

## Geografie
De oppervlakte van Thermes-Magnoac bedraagt 10,6 km², de bevolkingsdichtheid is 17,6 inwoners per km². De Arrats de devant stroomt door de gemeente.

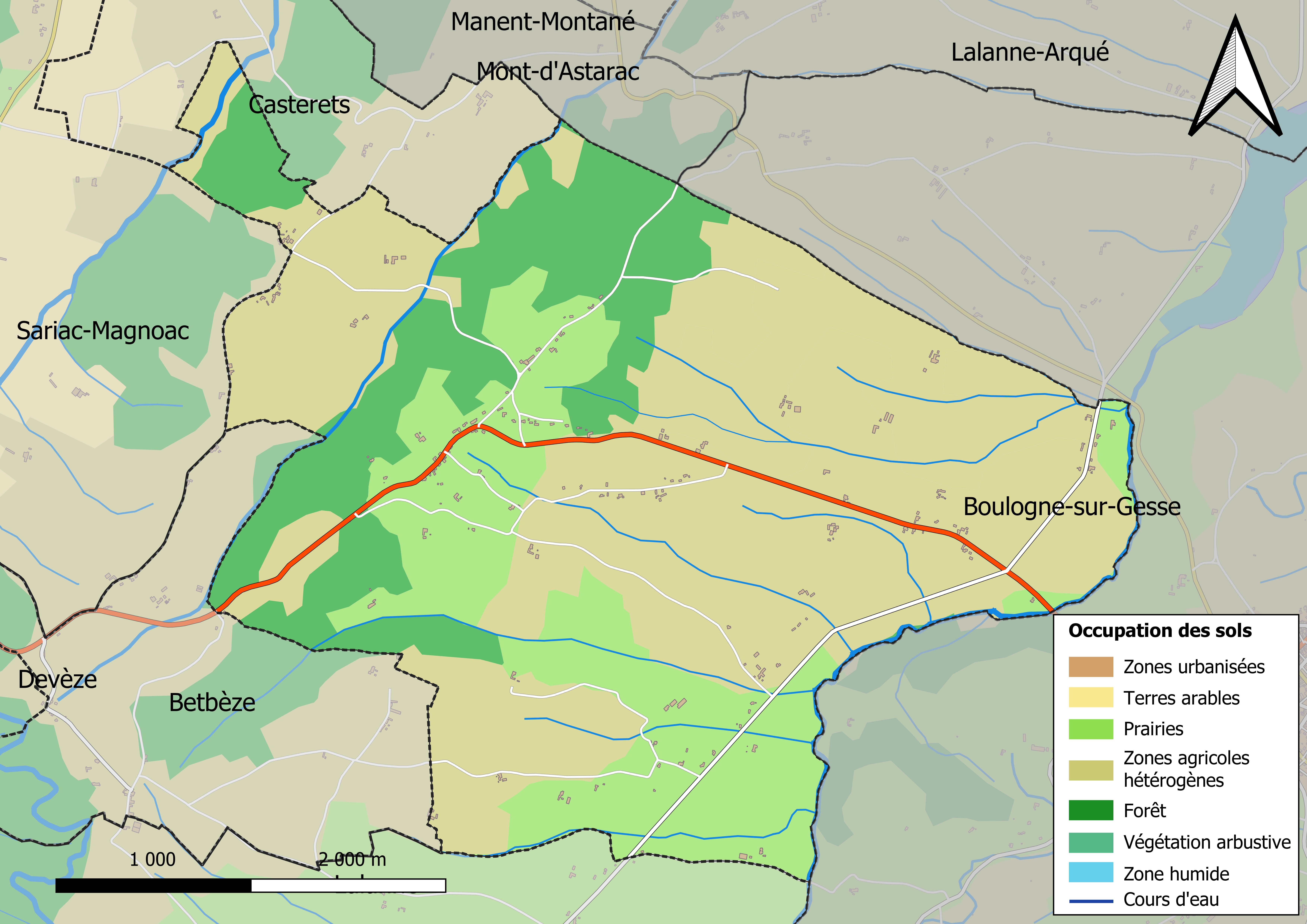
Kaart van de gemeente met belangrijkste infrastructuur, bodemgebruik en omliggende gemeenten

## Demografie
Onderstaande figuur toont het verloop van het inwonertal (bron: INSEE-tellingen).